# 二人の食卓 〜ありがとうのレシピ〜
『二人の食卓 〜ありがとうのレシピ〜』（ふたりのしょくたく ありがとうのレシピ）はテレビ朝日系列（フルネット24局）で2007年10月6日から2012年3月24日まで放送されていた料理番組、トーク番組である。放送時間は毎週土曜18:30 - 18:58。2010年11月6日までは、19:00まで放送されていた。BS朝日でも土曜11:00 - 11:30に、1週間遅れで放送していたが、2009年3月28日をもって一旦打ち切られた。その後BS朝日では2011年4月2日から毎週土曜12:30 - 13:00の時間帯で放送を再開。
2012年3月24日をもって放送終了、後番組は『雑学家族』である。 
本項目では、以前放送されたBS朝日オリジナルのミニ番組『二人の食卓 もう一品』（ - もういっぴん）についても記述する。

## 概要
毎回、各界を代表する著名人の男性からその身近な女性に対して手料理を作っておもてなしをするという番組である。
パナソニック（2008年9月以前はナショナル名義の松下グループ(松下電器・松下電工)）の単独提供番組であり、スタジオのセットの家電製品やキッチンは、パナソニック製品が使用されている（#外部リンク参照）。また、料理を作る際、コンロを使い加熱する工程では通常「弱火」「中火」といった表記を使うが、当番組では「IHヒーターでは火力3」といったIHクッキングヒーター使用時の火力も併記されている。
放送開始当初は日ごろの感謝の気持ちをこめて、男性が女性に料理を作ってもてなすというコンセプトのもと、ゲストを近親者（夫婦もしくは親子）どうし、それも男性の方は普段あまり料理をしていない人に限り、女性ゲストの食べたい料理を男性ゲストが辻調グループ校の講師による特訓を受けてマスターし、その成果をスタジオで披露する、という趣旨の番組だった。
しかし放送開始から半年ほど経過しての企画変更以降は、ゲストは主に友人どうし、料理も男性ゲストの得意料理を披露することが中心となった。放送開始以来数度の企画変更を経ても、ゲストの組み合わせは男女どうしが長らく守られてきていたが、2011年5月21日の放送では男性の友人どうし（三宅裕司・伊東四朗）の組み合わせが初登場した。ただし、男性が料理を作ってもてなすという原則は最終回まで守られた。
2009年10月24日には放送回数100回を迎え、司会の八嶋智人とアシスタントの市川寛子が役回りを逆転させ八嶋がアシスタントとなりゲストの料理をサポートした。
2010年6月12日の放送では第1回のゲストである梅宮辰夫が再び出演。この回は番組初の公開収録となった。
なお、近親者どうしでの出演回でのみ、後半の食事シーンの最後に八嶋・市川が席を外し、ゲスト同士が2人きりになって感謝の思いなどを率直に伝え合うシーンで締め括られる。これは料理を通じて、日頃口にできなかった「ありがとう」の気持ちを伝えるという、放送最初期の演出を踏襲したもので、そもそもはこの最後のシーンが本番組の目的であった。

## 出演者
- 司会：八嶋智人
- アシスタント：市川寛子（当時テレビ朝日アナウンサー）

- ナレーション：安元洋貴

## 主なスタッフ
- 協力：辻調グループ校
- 構成：武田浩、中野俊成、河合秀仁
- ブレーン：菅原章
- 音楽：松谷卓
- 音楽制作：ワープアンドアソシエイツ
- 技術協力：テイクシステムズ、日放、共立照明、クリエイティヴ・コア（旧TDKコア）、SPOT
- コーディネーター：深沢事務所
- ディレクター：野別英明、河内伸一、内堀知人、坂本克仁、近藤泰教
- 総合演出：鈴木コーイチ
- プロデューサー：奥村彰浩（テレビ朝日）、菊地俊一、竹下やすし、山本芳宣
- チーフプロデューサー：畔柳吉彦（テレビ朝日）
- 制作協力：ユーコム
- 制作著作：テレビ朝日

## パナソニック DE クッキング
番組中に、番組オリジナルのミニコーナー的CM『パナソニック DE クッキング』が放送されている。出演者は八嶋と辻調グループ校の杉山忍または平形清人。
このCMでは、番組のスタジオを使って二人がパナソニック製品を解説するという内容となっている。

## 二人の食卓 もう一品
BS朝日では、当番組の再放送の後に、BS朝日オリジナル版として、辻調グループ校の講師が家庭向けの料理を紹介するミニ料理番組「二人の食卓 もう一品」（放送時間：毎週土曜11:30 - 11:35）も放送されていた。「もう一品」では、BS朝日の他、パナソニック公式ページ内、およびパナソニックが運営する公式動画サイト「チャンネルパナソニック」でも視聴できた。BS朝日での放送打ち切りに伴い、本番組も終了し、動画配信も打ち切られた。

## 書籍
- ありがとうのレシピ - ウェイバックマシン（2009年10月3日発売・生活文化出版・ ISBN 978-4-903755-11-3）